# گوشچنزا
گوشچنزا (به لاتین: Goszczędza) یک روستا در لهستان است که در گمینا گرابوو واقع شده‌است.